# Myriam Casanova
Myriam Casanova (Altstätten, Sankt Gallen kanton, 1985. június 20. –) svájci teniszezőnő. Négy egyéni és három páros ITF-tornát nyert meg. Legjobb egyéni világranglista-helyezése negyvenötödik volt, ezt 2003 áprilisában érte el.

## Eredményei Grand Slam-tornákon

### Egyéniben
| Torna           | 2004   | 2003   | 2002   |
| --------------- | ------ | ------ | ------ |
| Australian Open | 1. kör | 1. kör | -      |
| Roland Garros   | 3. kör | 1. kör | -      |
| Wimbledon       | 1.kör  | 1.kör  | 3.kör  |
| US Open         | 1.kör  | 2.kör  | 2. kör |

## Év végi világranglista-helyezései
| Év       | 2000 | 2001 | 2002 | 2003 | 2004 |
| Helyezés | 947. | 342. | 54.  | 102. | 121. |